# Boston Dynamics
Boston Dynamics är ett amerikanskt robotik-företag som bland annat tillverkat robotarna BigDog och Atlas. Företaget grundades 1992 och dess verksamhet har delvis finansierats  av Defense Advanced Research Projects Agency (DARPA). Googles moderbolag Alphabet ägde tidigare  företaget men sålde det till SoftBank Group 2017. 2020 köpte i sin tur Hyundai Boston Dynamics. 

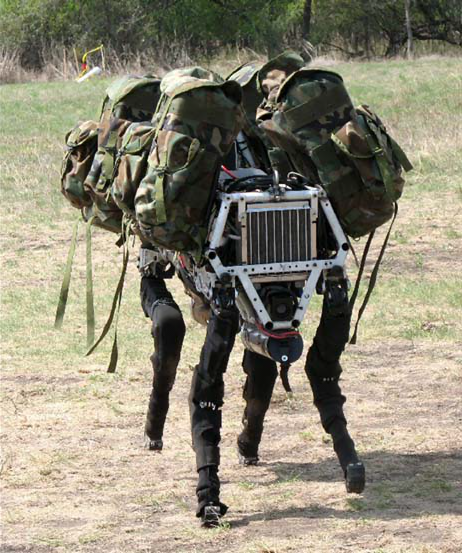
BigDog

## SPOT[6]

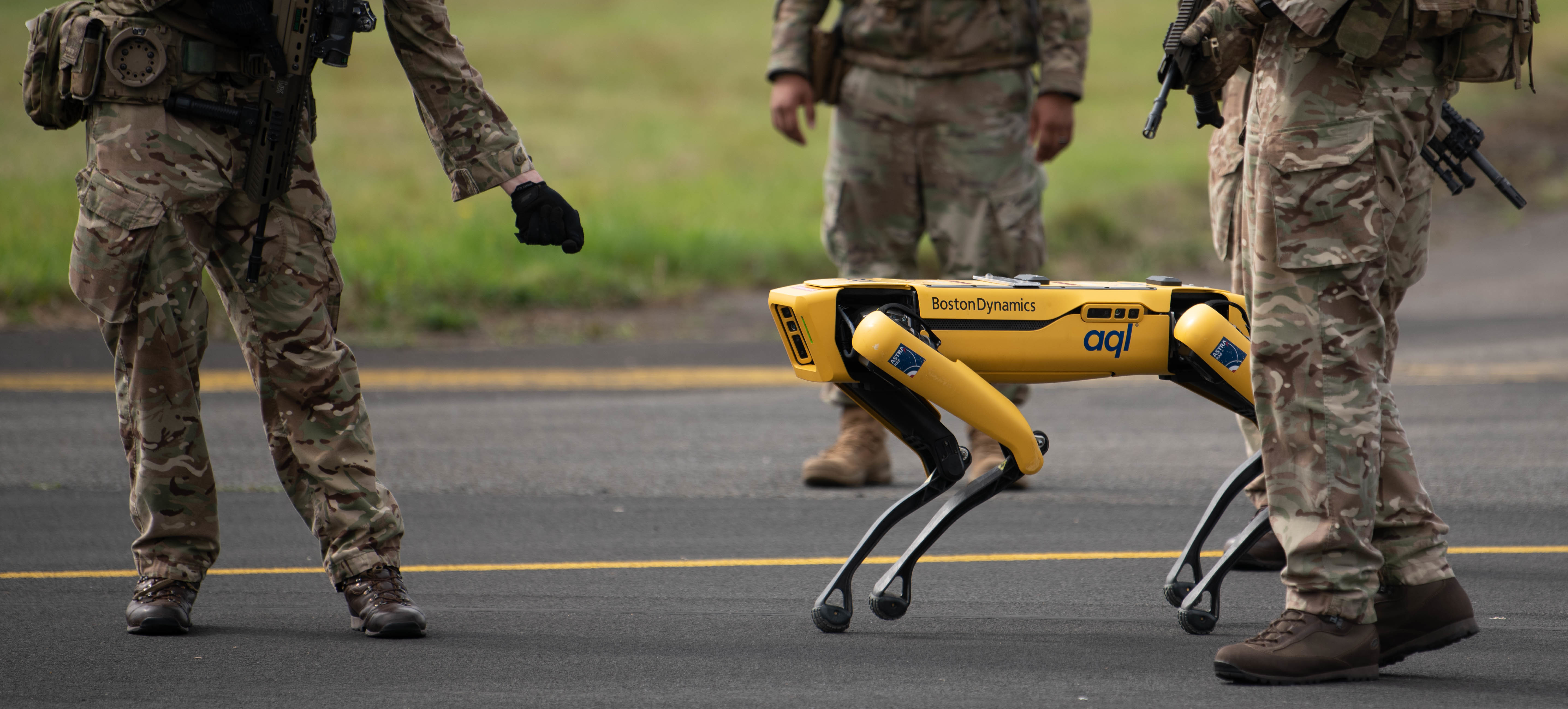
Spot testas av British Royal Air Force

Den 23 juni 2016 avslöjade Boston Dynamics den fyrbenta hundliknande roboten Spot, som väger endast 25 kg (55 pounds) och är lättare än deras andra produkter.
I november 2017 nådde en marknadsföringsvideo av Spot där den använde sin främre klo för att öppna en dörr för en annan robot förstaplatsen på YouTube med över 2 miljoner visningar. En senare video samma månad visade Spot som envist försökte öppna dörren trots mänsklig inblandning. Tittare uppfattade roboten som "kuslig" och "påminnande om olika sci-fi-robotar som inte skulle ge upp i sina uppdrag att söka och förstöra".
Den 11 maj 2018 meddelade VD:n för Boston Dynamics, Marc Raibert, under TechCrunch Robotics Session 2018 att Spot-roboten var i preproduktion och förberedde sig för kommersiell tillgänglighet 2019. På sin webbplats framhäver Boston Dynamics att Spot är den "tystaste roboten de har byggt". Företaget säger att de har planer med kontraktstillverkare att bygga de första 100 Spot-robotarna senare samma år för kommersiella ändamål, och att de kommer att börja skala upp produktionen med målet att sälja Spot 2019. Men i september 2019 informerades journalister om att robotarna inte kommer att säljas, utan att de kommer att hyras ut till utvalda affärspartners.I november 2019 blev Massachusetts State Police den första polisbyrån att använda Spot som en robotpolis, samt inom enhetens bombgrupp.
Sedan den 23 januari 2020 är Spot's SDK tillgänglig för alla via GitHub. Det kommer att möjliggöra för programmerare att utveckla anpassade applikationer för Spot för att utföra olika åtgärder som kan användas inom olika branscher. Den 16 juni 2020 gjorde Boston Dynamics Spot tillgänglig för allmänheten att köpa till priset av 74 500 USD (motsvarande 84 242 USD år 2022).
Den 23 juni 2020 användes en ensam Spot vid namn 'Zeus' av SpaceX på deras Boca Chica Starship Test Site för att hjälpa till att hantera sub-kylt flytande kväve och inspektera 'potentiellt farliga' platser vid och runt uppskjutningsplatsen.
Den 9 juli 2020 agerade ett team av Spot-robotar som hejaklack på läktarna vid en basebollmatch mellan Fukuoka SoftBank Hawks och Rakuten Eagles, med stöd av en grupp SoftBank Pepper-robotar.
Spot utförde inspektionsuppgifter på den flytande produktions- och lagringsfartyget Skarv i november 2020.
På ett frukostseminarie på Buildingpoint Sverige den 4 augusti fick UA Vision Nordic AB möjligheten att köra och styra SPOT. Det förevisades även SPOT med LIDAR och SLAM

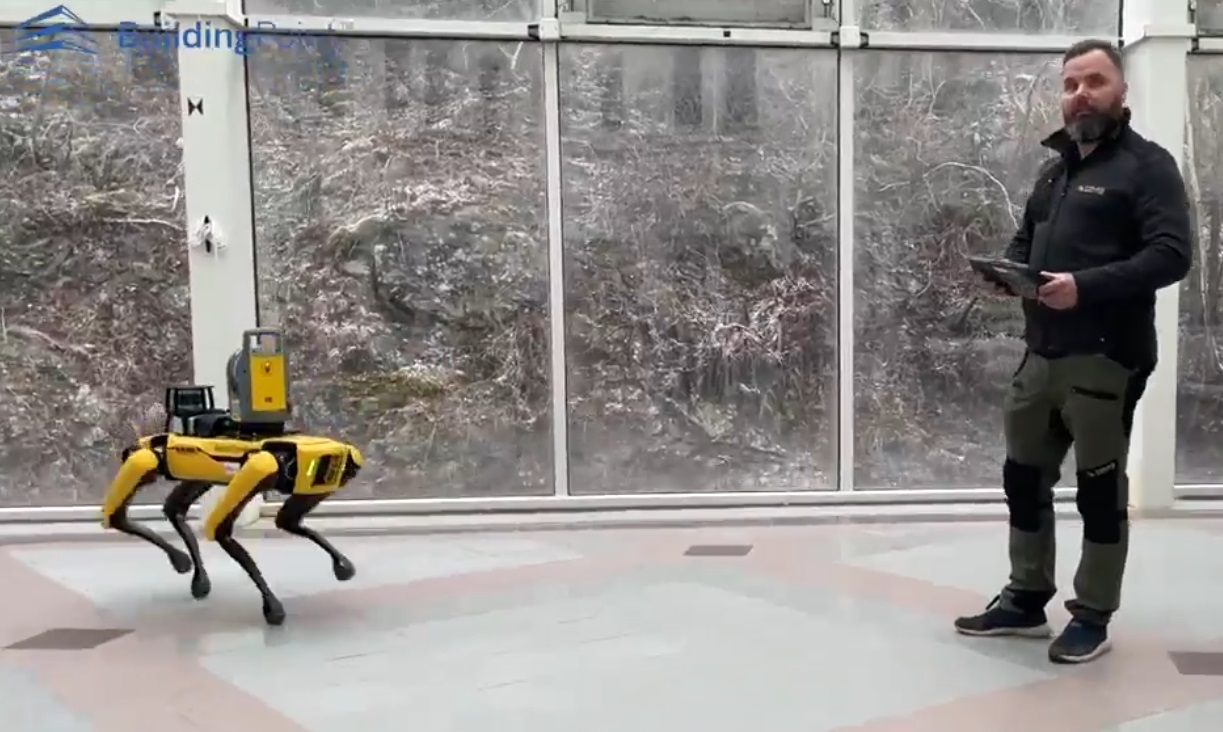
Andreas från UA Vision Nordic AB fick möjligheten att styra robothunden SPOT.